# تخم‌مرغ عید پاک

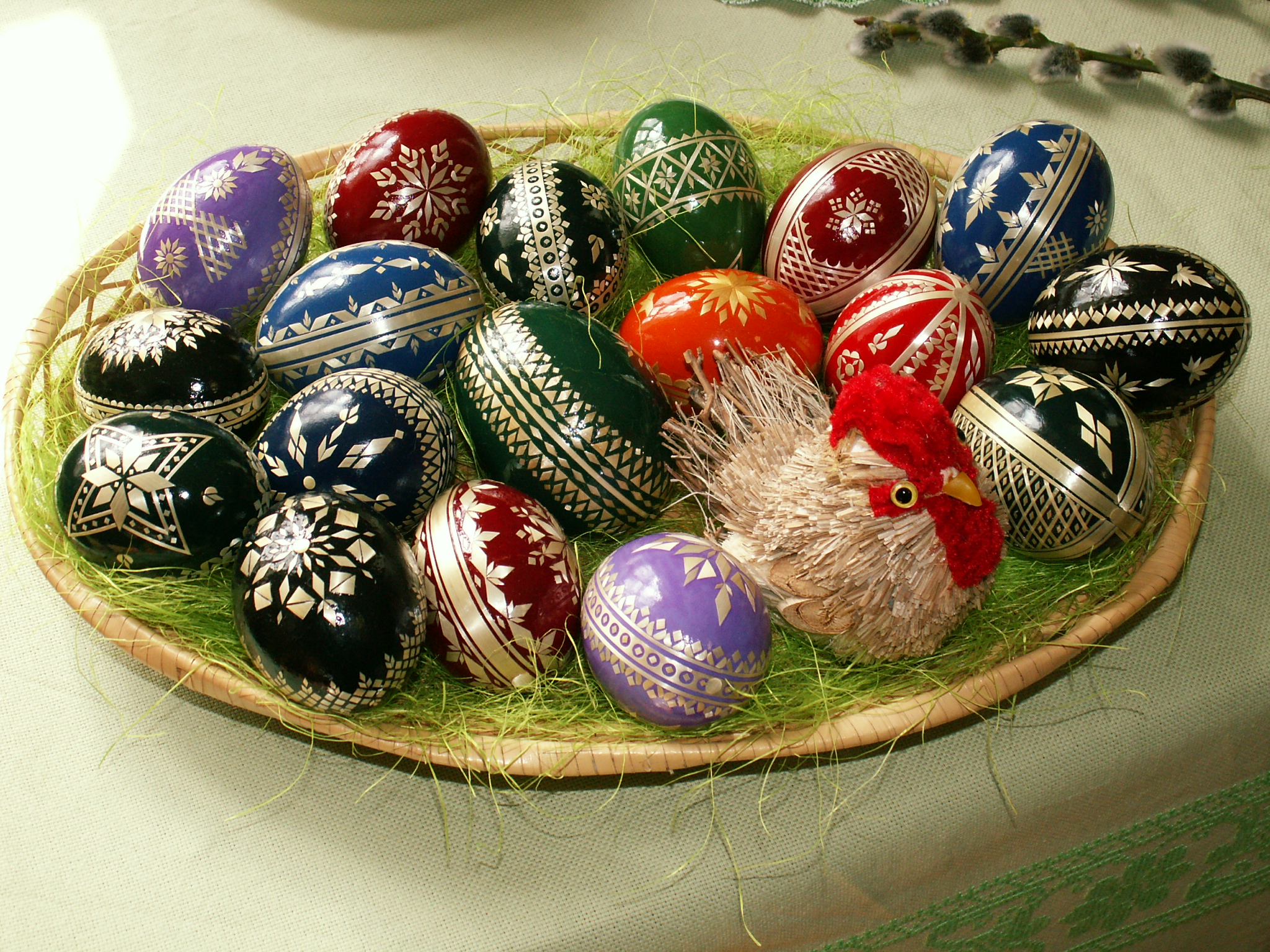
سبدی از تخم‌مرغ‌های ایستر

تخم‌مرغ عید پاک، تخم‌مرغ ایستر یا تخم‌مرغ بهاری، تخم‌مرغ‌های ویژه‌ای هستند که غالباً به‌منظور جشن گرفتن عید پاک یا آغاز بهار هدیه داده می‌شوند. تخم‌مرغ نمادی پاگانی و نشانگر زایش دوبارهٔ زمین در جشن‌های بهاری است و مسیحیانِ نخستین، این نماد را به‌عنوان نشانه رستاخیز مسیح برای خود برگزیدند.
در قدیم تخم‌مرغ‌های عید پاک به‌صورت تخم‌مرغ‌هایی رنگی یا نقاشی‌شده بود اما امروزه تخم‌مرغ‌هایی شکلاتی یا پلاستیکی که درونشان با شیرینی‌هایی مانند پاستیل پرشده است جایگزین آنها شده است. این تخم‌مرغ‌ها را غالباً در جاهایی پنهان می‌سازند و به کودکان می‌گویند که خرگوش عید پاک یا ایستر بانی آنها را پنهان ساخته تا کودکان در صبح روز عید پاک آنها را بیابند. اگر هم که این تخم‌مرغ‌ها را پنهان نسازند آنها را معمولاً درون سبدی که با پوشال طبیعی یا مصنوعی پر شده تا شبیه لانهٔ پرنده به‌نظر آید قرار می‌دهند.

## نگارخانه

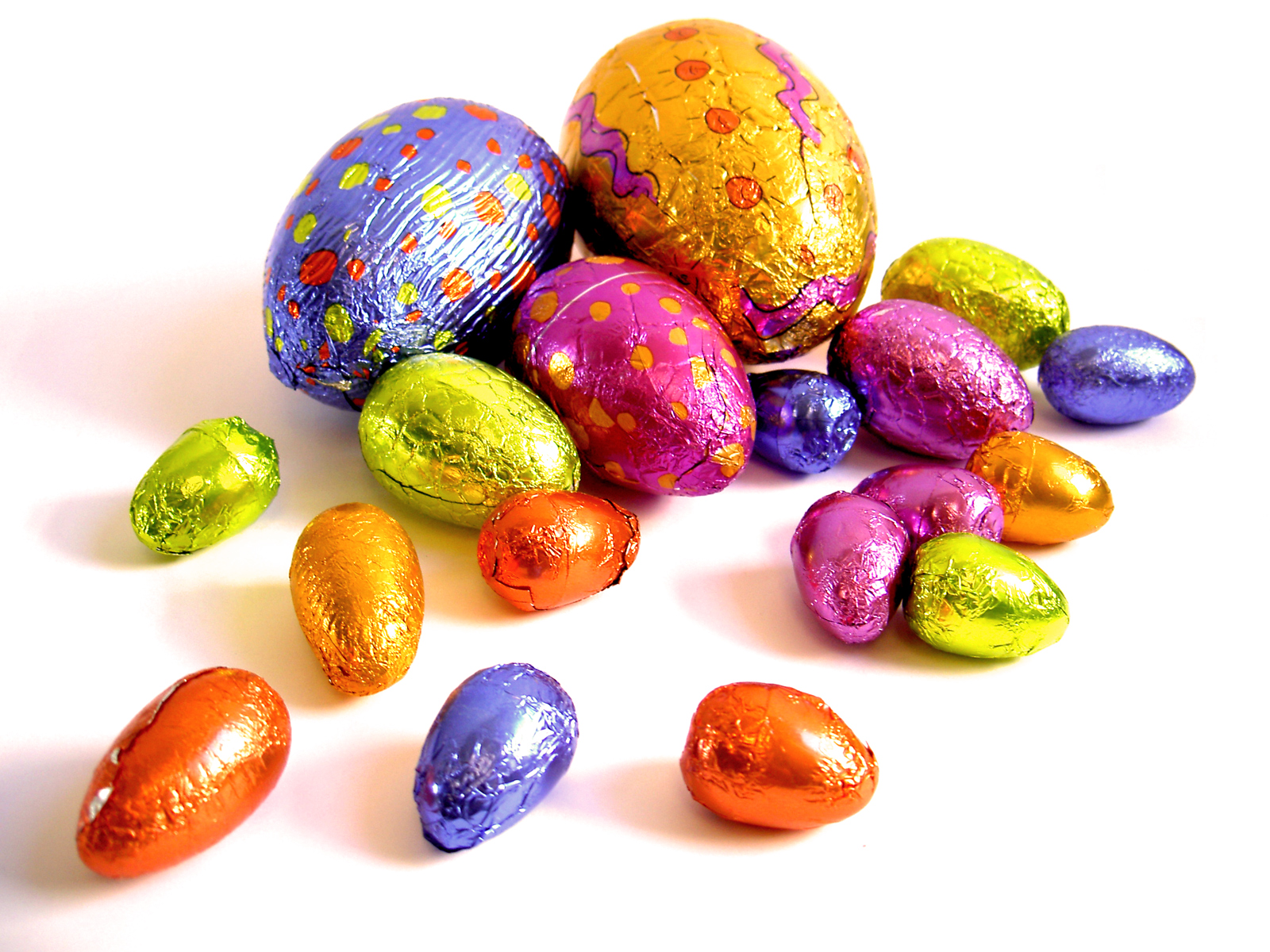
تخم‌مرغ‌های شکلاتی با زرورق‌های رنگی
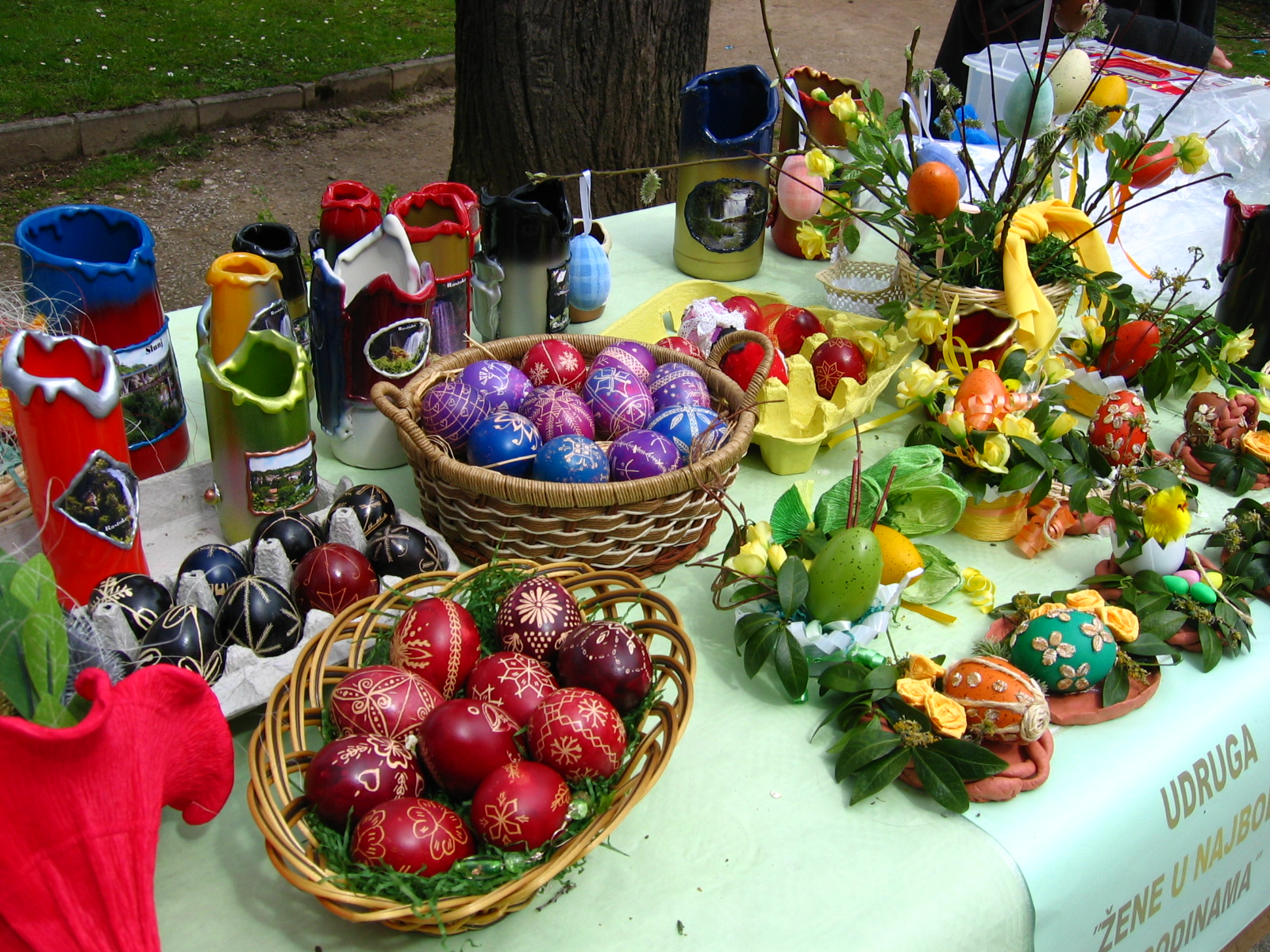
تخم‌مرغ‌های سنتی عید پاک، کرواسی
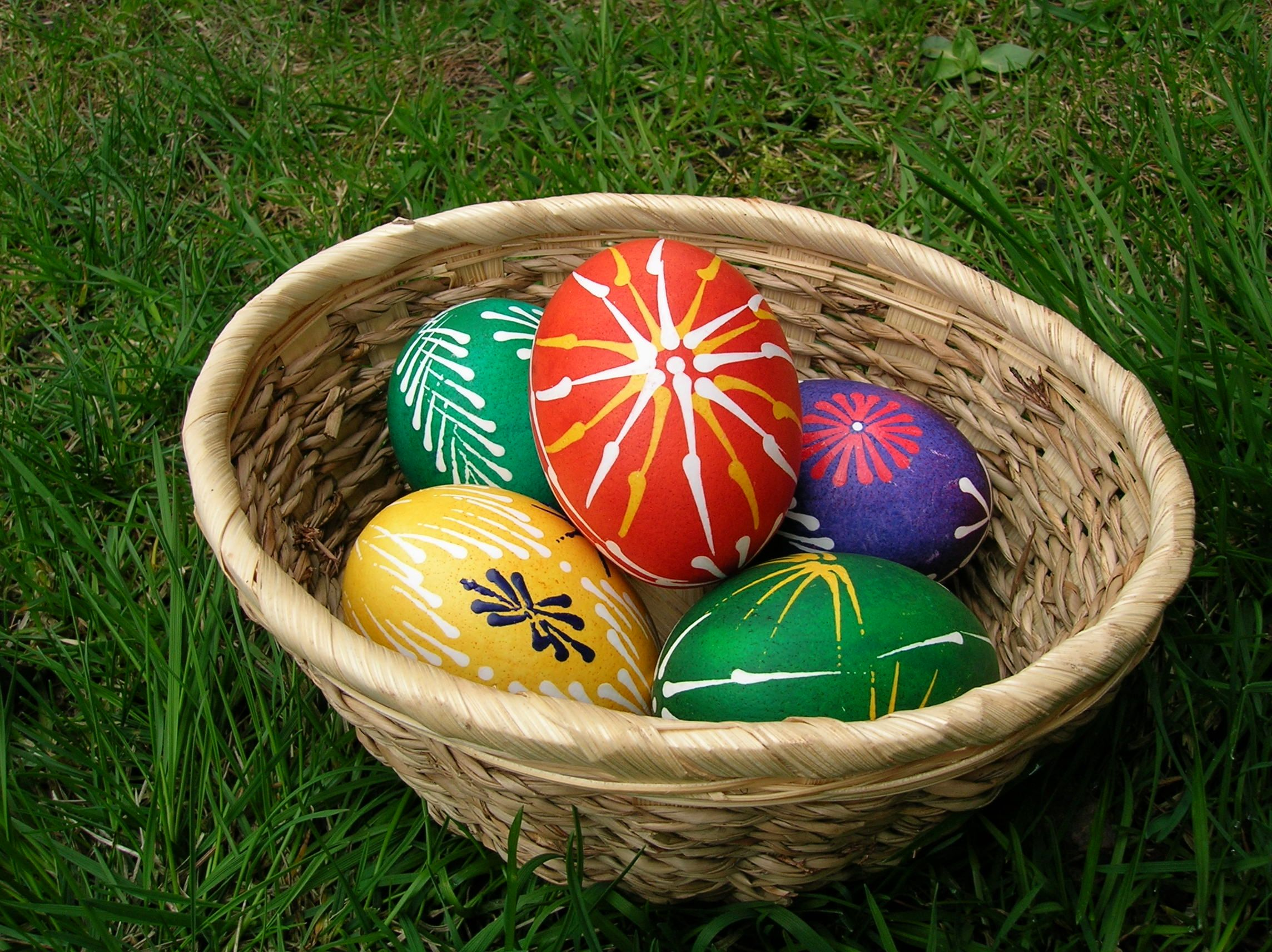
یک سبد تخم‌مرغ‌های رنگی
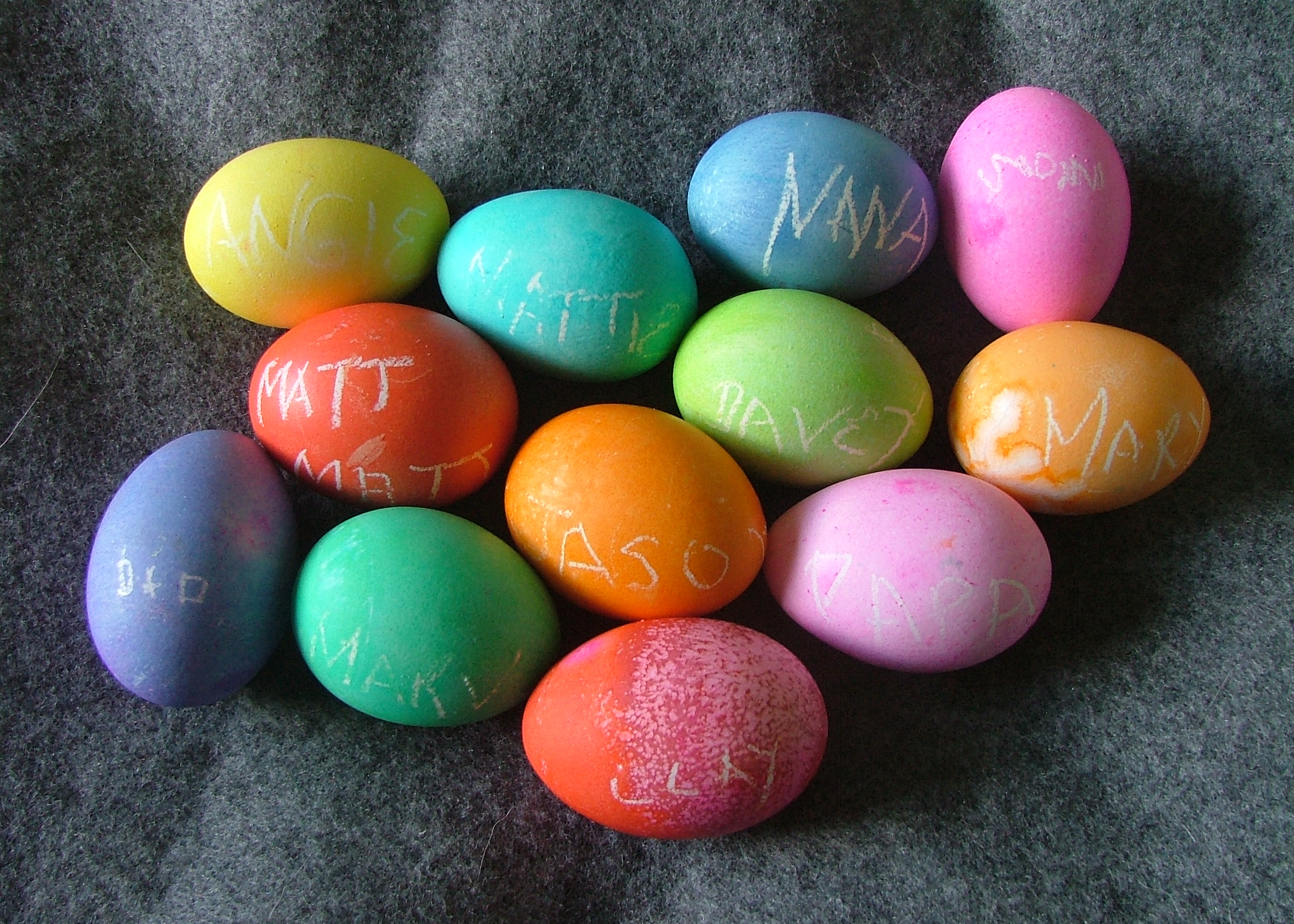
تخم‌مرغ‌های رنگی عید پاک، آمریکا